# 빌리 디 윌리엄스
빌리 디 윌리엄스(Billy Dee Williams, 1937년 4월 6일 ~ )는 미국의 배우이다.

## 출연 작품
- 스타워즈 에피소드5 - 랜도 캘리시언역
- 스타워즈 에피소드6
- 배트맨
- 레고 배트맨 무비
- 스타워즈: 라이즈 오브 스카이워커